# Franz-Josef Kemper
Franz-Josef Kemper, né le 30 septembre 1945 à Hopsten, est un athlète allemand, spécialiste des courses de demi-fond.

## Biographie
En 1966 Franz-Josef Kemper remporte la médaille d'argent du 800 m lors des Championnats d'Europe de Budapest en s'inclinant devant l'Est-Allemand Manfred Matuschewski. Le 7 août 1966 à Hanovre il établit un nouveau record d'Europe du 800 mètres en 1 min 44 s 9, améliorant de 2/10e de seconde la meilleure marque européenne détenue depuis 1955 par le Belge Roger Moens.
Il participe aux Jeux olympiques de 1972 et se classe quatrième de l'épreuve du 800 m dans le temps de 1 min 46 s 50.
Il est par ailleurs codétenteur des records du monde du 1000 mètres en 2 min 16 s 2, du 4 fois 800 mètres avec Kinder, Adams et Bogatzki en 7 min 8 s 6 et du 4 fois 880 yards avec Tümmler, Norpoth et Adams en 7 min 14 s 6 .

### Palmarès
| Date | Compétition                    | Lieu     | Résultat | Épreuve            |
| ---- | ------------------------------ | -------- | -------- | ------------------ |
| 1966 | Championnats d'Europe          | Budapest | 2e       | 800 m              |
| 1967 | Jeux européens en salle        | Prague   | 1er      | Relais 3 × 1 000 m |
| 1967 | Universiade                    | Tokyo    | 2e       | 800 m              |
| 1970 | Championnats d'Europe en salle | Vienne   | 4e       | 800 m              |
| 1970 | Universiade                    | Turin    | 1er      | 800 m              |
| 1972 | Championnats d'Europe en salle | Grenoble | 1er      | Relais 4 × 4 tours |
| 1972 | Jeux olympiques                | Munich   | 4e       | 800 m              |

### Records
| Épreuve | Performance  | Lieu    | Date        |
| ------- | ------------ | ------- | ----------- |
| 800 m   | 1 min 44 s 9 | Hanovre | 7 août 1966 |